# Болије сир Сонет
Болије сир Сонет (фр. Beaulieu-sur-Sonnette) насеље је и општина у западној Француској у региону Поату-Шарант, у департману Шарант која припада префектури Конфолан.
По подацима из 2011. године у општини је живело 265 становника, а густина насељености је износила 25,75 становника/km². Општина се простире на површини од 10,29 km². Налази се на средњој надморској висини од 102 метара (максималној 163 m, а минималној 86 m).

## Демографија
| 1962. | 1968. | 1975. | 1982. | 1990. | 1999. | 2011. |
| ----- | ----- | ----- | ----- | ----- | ----- | ----- |
| 413   | 448   | 336   | 326   | 300   | 269   | 265   |

График промене броја становника у току последњих година